# Vela Guterres
Vela Guterres (em castelhano: Vela Gutiérrez; fl. 1129–1160) foi um rico-homem do Reino de Leão, o único filho documentado do conde Guterre Vermudes e da condessa Toda Peres de Trava. Mordomo-mor do rei Fernando II de Leão, governou várias tenências, fundou o Mosteiro de Santa Maria de Nogales, e é considerado o genearca da linhagem dos Ponce de Leão, que desempenhou um papel importante na história medieval da Península Ibérica.

## Antepassados
Seu pai, o conde Guterre Vermudes, era membro da linhagem dos condes de Cea, descendente por linha reta masculina do conde Bermudo Nunes. Sua mãe era filha do poderoso conde galego Pedro Froilaz, senhor da Casa de Trava.  Antigos genealogistas como Luis de Salazar y Castro e Gaspar Ibáñez de Segovia, marquês de Mondejar, equivocadamente consideraram-no um descendente do conde Ossorio Guterres, «genealogia aceite por quase todos os genealogistas posteriores».

## Esboço biográfico
Aparece com freqüência nos documentos do mosteiro de Lourenzá, a primeira vez em 1129 numa transacção famíliar, e depois em 1141 no Mosteiro de Belmonte de Miranda, com seu primo o conde Pedro Afonso. A partir dessa data até à sua morte em 1160, a sua presença regista-se constantemente na cúria régia, onde confirma diplomas reais assim como em outros actos familiares. Em 1136 já era o mordomo-mor do infante Fernando, o futuro rei Fernando II de Leão, enquanto seu pai, o conde Guterre Vermudes era o mordomo-mor do imperador Afonso VII. A partir de 1156, o conde Vela foi o mordomo-mor do rei Fernando II.
Governou várias tenências, incluindo Morales por designação de seu sogro, o conde Ponce, Comarcas de La Cabrera por ordem real desde 1149 até 1154, e desde 1150 aparece também como tenente em Malgrat, antigo nome de Benavente.

## Fundação do Mosteiro de Santa Maria de Nogales

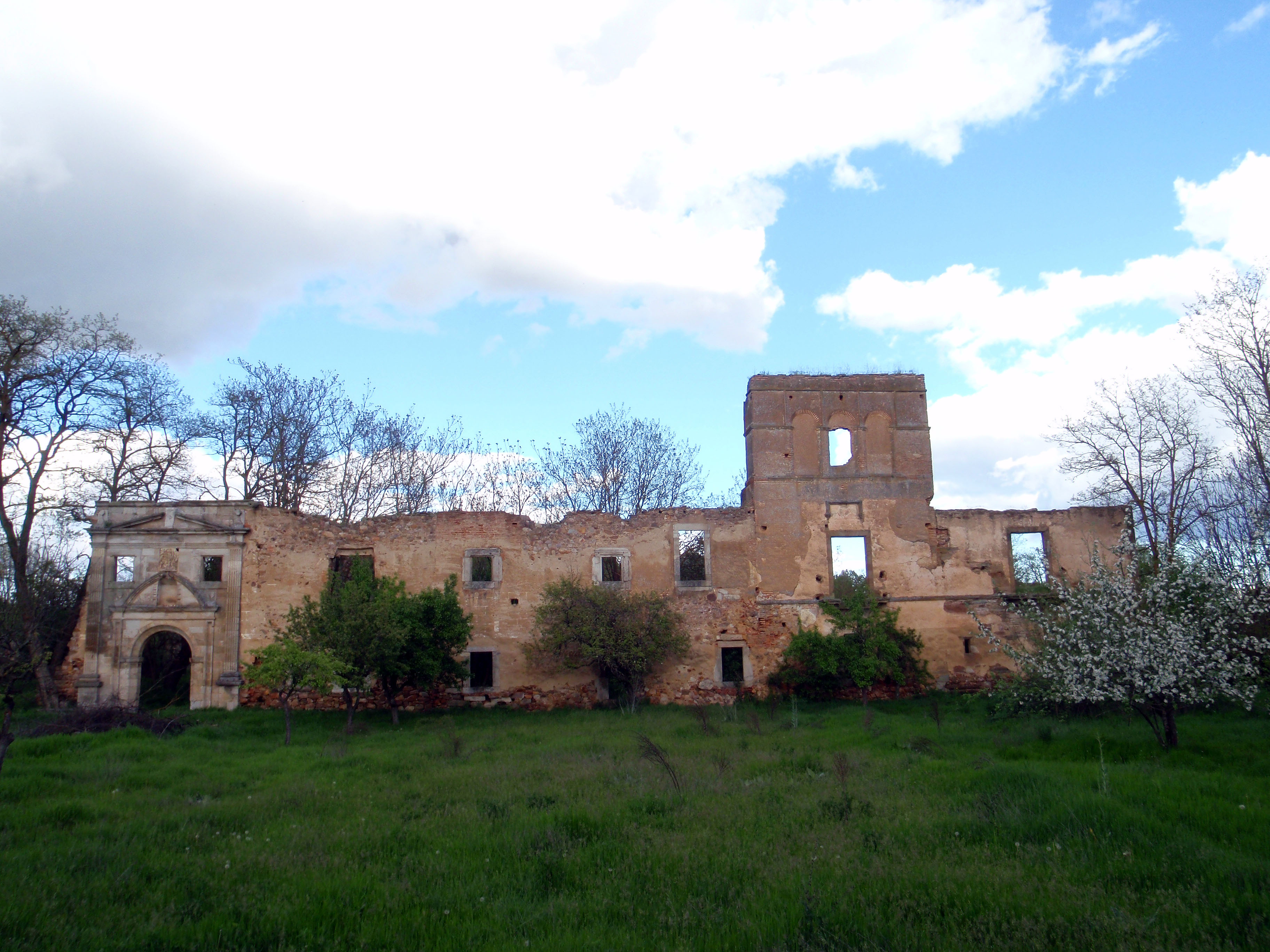
Ruínas do Mosterio de Santa Maria de Nogales

Em 14 de maio de 1149, Afonso VII doou a Vela e a sua esposa Sancha a villa de Nogales como um presente de casamento. No ano seguinte, em abril de 1150, o matrimónio doou esta vila a Aldara Peres, abadessa do mosteiro de São Miguel de Bóveda em Ourense para que ali fundaram um mosteiro com monjas  beneditinas do mosteiro galego. Na doação, ambos reconhoceram que as propriedades foram doadas pelo rei e que foram anteriormente do conde Rodrigo Martines.
O conde Vela morreu em 4 de novembre de 1160, antes que a construção do mosteiro tinham sido concluída. As monjas devolveram a doação a sua viúva Sancha  que em 1164 doou o mosteiro à Mosteiro de Santa Maria de Moreruela que foi fundado por seu pai o conde Ponce Giraldo de Cabrera.
Os três sepulcros de pedra que sua viúva mandou lavrar, um para o seu marido, outro para um filho falecido, e um para ela, que morreu em 1176,  foram colocados na capela da igreja do mosteiro, que foi consagrada em 1172.

## Matrimónio e descendência
Casou-se antes de 1149, quando o imperador doou à vila de Nogales, com Sancha Ponce de Cabrera, filha do conde Ponce Giraldo de Cabrera, o príncipe de Zamora, e de sua primeira esposa, Sancha Nunes.[a][b] Os filhos deste casamento foram:
- Fernando Vela (m. c. 1192), tenente nas Astúrias, Tineo, Leão e Benavente.[9]Casou-se com Sancha Álvares,[10]filha do conde Álvaro Rodrigues de Sarria e da condesa Sancha Fernandes de Trava.[11]
- Ponce Vela de Cabrera (m. setembro de 1202),[9] o esposo de Teresa Rodrigues Girão, filha de Rodrigo Guterres Girão e de sua primeira esposa Maria de Gusmão. Um dos filhos deste matrimonio foi Pedro Ponce de Cabrera, o esposo de Aldonça Afonso de Leão, filha ilegítima do rei Afonso IX de Leão e de Aldonça Martins da Silva.[9][12]
- Pedro Vela (m. c. 1211/1212)[12][9] Foi arquidiácono da Catedral de Santiago de Compostela, mordomo-mor do rei Fernando II e seu chanceler. Depois foi abad do Mosteiro de Santa Maria de Oseira.[13]
- María Vela (m. depois de 1204), abadessa no mosteiro de Nogales que foi fundado por seus pais.[14]
- João Vela[10]

Também poderão ser os pais de um filho chamado Garcia Vela.